# Ruth Preller-Gutdeutsch
Ruth Preller-Gutdeutsch (* 1931 in Berlin) ist eine US-amerikanische Schauspielerin und Schauspiellehrerin deutscher Herkunft.

## Leben
Ruth Preller-Gutdeutsch hatte schon als Kind den Wunsch, Schauspielerin zu werden, nachdem sie in ihrer Heimatstadt Berlin im professionellen Kindertheater eine Märchenaufführung von Schneeweißchen und Rosenrot gesehen hatte. Nach dem Zweiten Weltkrieg wurde sie amerikanische Staatsbürgerin. Ihre Schauspielausbildung erhielt sie in New York City, wo sie viele Jahre lebte und als Schauspielerin auftrat.
Nach ihrer Rückkehr nach Deutschland war sie vom Wintersemester 1975/76 bis zum Ende des Wintersemesters 1993/94 Professorin für Sprachpflege und Szenischen Unterricht im Fachbereich „Darstellende Kunst“ an der Hochschule der Künste und der Universität der Künste in Berlin. Zu ihren Schülern gehörten u. a. der Liedermacher Klaus Hoffmann und der Schauspieler Heinrich Rolfing. Ab 1998 leitete sie etwa zehn Jahre gemeinsam mit ihrem Ehemann, dem Architekten und Ingenieur Götz Gutdeutsch (1929–2003) und ihrem Sohn Christopher Melching, der die Bühnenbilder baute, im Keller ihrer Villa in Berlin-Zehlendorf das Kammertheater „Greenhouse“ (auch: „Theater im Greenhouse“), wo sie u. a. Stücke von Sławomir Mrożek, Athol Fugard und Jean-Paul Sartre auf die Bühne brachte. 2006 spielte sie dort in Langusten von Fred Denger die Marie, die große Altersrolle von Tilla Durieux. Außerdem gastierte sie am Berliner Ensemble.
Nach dem Ende ihrer Dozententätigkeit wandte sie sich verstärkt dem Film und Fernsehen zu. Im Alter von 75 Jahren drehte sie unter der Regie von Wolfgang Eißler ihren ersten Kinofilm Berlin am Meer, der 2008 erschien. Es folgten Rollen in Kurzfilmen, TV-Filmen und Fernsehserien. In der 6. Staffel der ZDF-Serie SOKO Wismar (2009) übernahm sie, an der Seite von Olaf Rauschenbach, eine Episodenhauptrolle als pflegebedürftige Mutter Margot Rönneborg. In der RTL-Produktion Gute Zeiten, schlechte Zeiten spielte sie Hannelore Reimann, die Oma der Serienfigur Carsten (Felix Isenbügel).

## Filmografie (Auswahl)
- 2007: Willi – Rauchen kann tödlich sein (Kurzfilm)
- 2008: Mehrweg (Kurzfilm)
- 2008: Berlin am Meer (Kinofilm)
- 2009: Woche für Woche (Fernsehfilm)
- 2009: SOKO Wismar: Omas Engel (Fernsehserie, eine Folge)
- 2010: Gute Zeiten, schlechte Zeiten (Fernsehserie)
- 2012: Klinik am Alex: Auf Leben und Tod (Fernsehserie, eine Folge)